# Estufa fría del parque Juan Carlos I
La estufa fría del parque Juan Carlos I es un jardín botánico de unos 4000 metros cuadrados de extensión situado en un umbráculo o estufa fría, en el interior del Parque Juan Carlos I junto a la autovía M-40, dentro de la ciudad de Madrid, en España. Está administrado por el Ayuntamiento de Madrid.

## Localización
La estufa fría está emplazada en el área del antiguo Olivar de la Hinojosa, del que se han conservado una buena cantidad de olivos. Tras la transformación de la zona a finales de los años 80, se crea el complejo del Campo de las Naciones, con las instalaciones feriales del Ifema,  el Palacio Municipal de Congresos y una zona de oficinas y hoteles. El parque fue levantado en la parte oriental del complejo.
El parque está delimitado por la autovía M-40 al sur, la calle de Dublín al oeste, las instalaciones del Club de Golf Olivar de la Hinojosa al norte y la Avenida de Logroño al este. Esta última calle lo separa del Parque de El Capricho (ubicado en la Alameda de Osuna).
El parque tiene cinco entradas repartidas en distintos flancos. Está organizado alrededor de un anillo de un kilómetro de diámetro y cuarenta metros de anchura. En la parte externa del mismo, se encuentran las zonas de acceso, aparcamientos, el auditorio y áreas verdes. La parte interior del anillo alberga proyectos de jardinería, alguna plaza, los jardines de Las Tres Culturas (judía, árabe y cristiana), la estufa fría y una parte del canal acuático de casi dos kilómetros de longitud navegable en parte.
La entrada es libre y gratuita.

## Historia
Una estufa fría es una estructura semicerrada en umbráculo, que aprovecha sistemas de calefacción pasivos para lograr un microclima en su interior. Gracias a su orientación, al uso de paneles de cristal y a un cierto soterramiento se consigue sin consumo energético una climatización natural.
La estufa fría del Parque Juan Carlos I está situada en el centro del parque y su construcción data del año 1996. De base rectangular, construida en hormigón y cristal, semienterrada, con cubierta y laterales constituidos por lamas de hormigón. 
Su superficie es de 4.000 m² y su altura de 12 metros. Su eje mayor está orientado oeste-este, quedando la mayoría de las superficies cultivables expuestas al norte-sur, con una pendiente que protege parcialmente su lado norte.
El edificio fue galardonado con la Mención a los Oficios dentro de los premios de Arquitectura y Vivienda de la Comunidad de Madrid en 2001.

## Colecciones botánicas
En el año 2008 se crea una colección botánica de plantas exóticas (220 especies y variedades) creando así una nueva senda botánica didáctica en el parque.
Hasta un total de doce espacios distintos se pueden encontrar en la estufa fría del Parque Juan Carlos I:
- Un jardín japonés: ocupa un patio interior entre el edificio y el invernáculo de la estufa fría. En él están presentes todos los elementos de la tradición Zen-Budista: estanques, bloques de piedra, gravilla y madera en forma de acolchado. Es el espacio de los bambúes, arces y arbustos floridos.
- Estanque, se pueden observar diferentes especies de plantas acuáticas, entre ellas los papiros.
- Zona de bambúes, se encuentran distintas variedades de esta especie, tales como gigante (Bambusa arundinacea), amarillo (Phyllostachys aurea), negro (Phyllostachys nigra) y colgante.
- Colección de suculentas que se sitúa en la parte superior del invernáculo de la Estufa a la que se accede por medio de una pasarela.
- En la parte central se dispone el espacio destinado a las cicadáceas y palmeras.
- Compartiendo espacio en la parte central de la estufa se encuentra la zona reservada a las acidófilas. Entre las especies que se cultivan en terrenos con pH ácido destacan las camelias, rododendros, azaleas, hortensias y brezos.
- Plantación de plantas trepadoras que cubren los muros y columnas del recinto.
- Variedades de cítricos plantados con un acolchado de arena.
- Espacio dedicado al bosque de ribera en el que se tiene una representación de este biotopo típico de los cursos fluviales.
- La zona de menor iluminación del recinto está destinada a los helechos,
- En el exterior se localiza un jardín de plantas autóctonas de clima Mediterráneo.

Secciones en la estufa fría
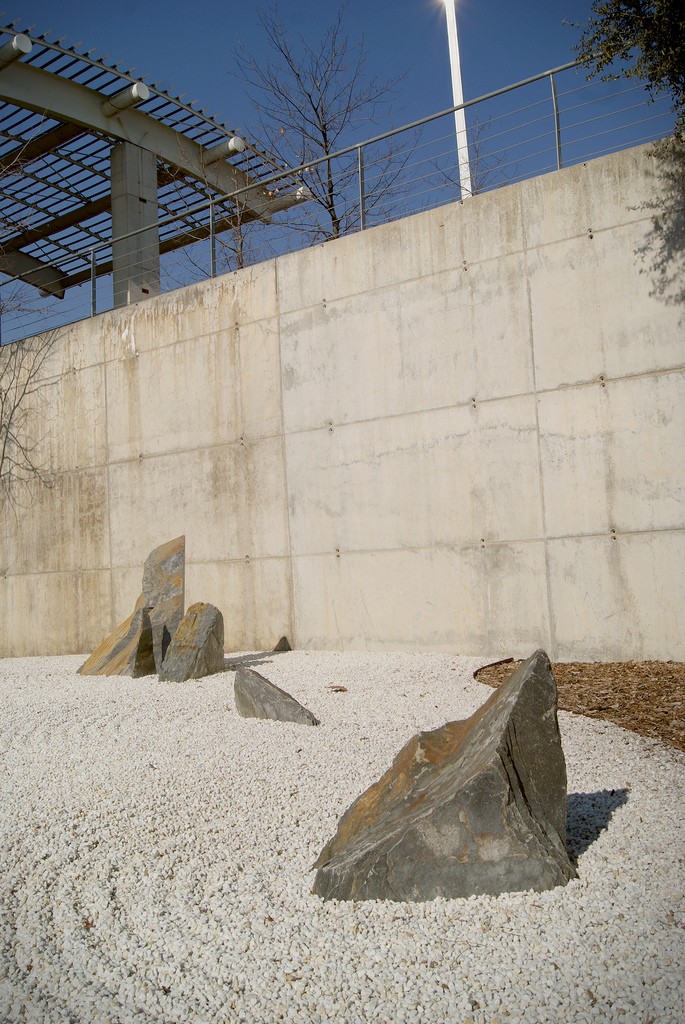
Jardín zen.
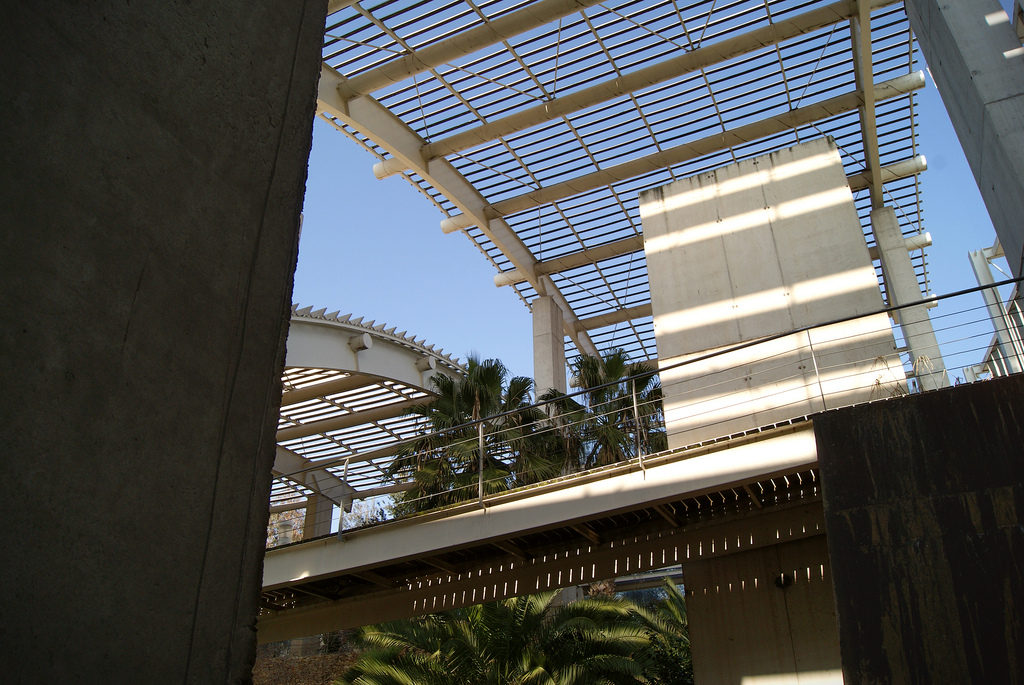
Zona de las palmeras en la estufa fría.
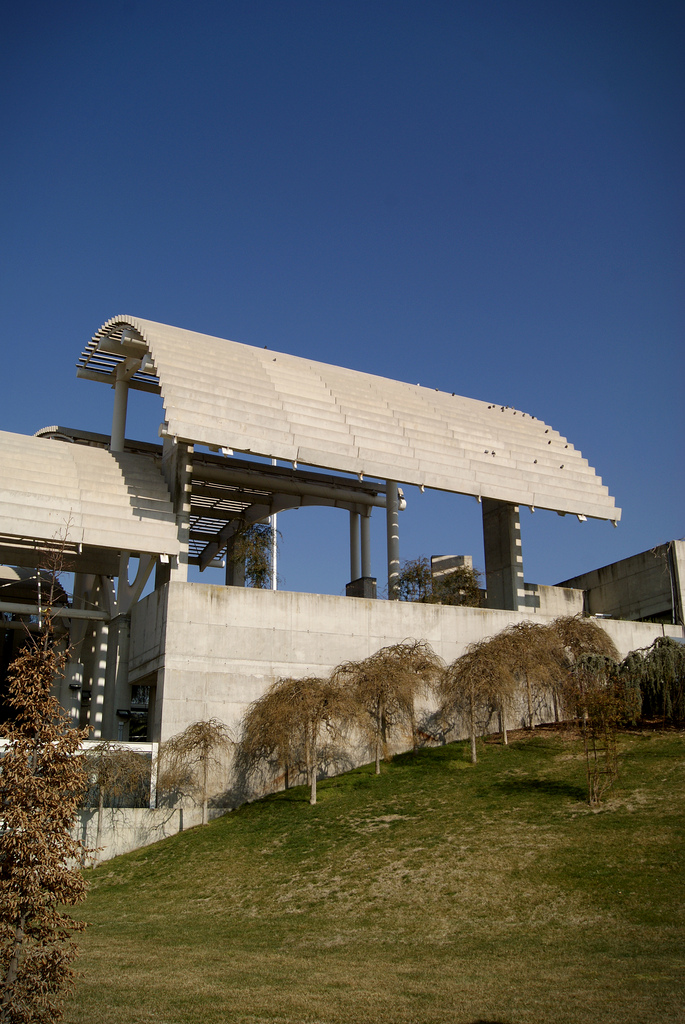
Terraplén lateral de la estufa fría.
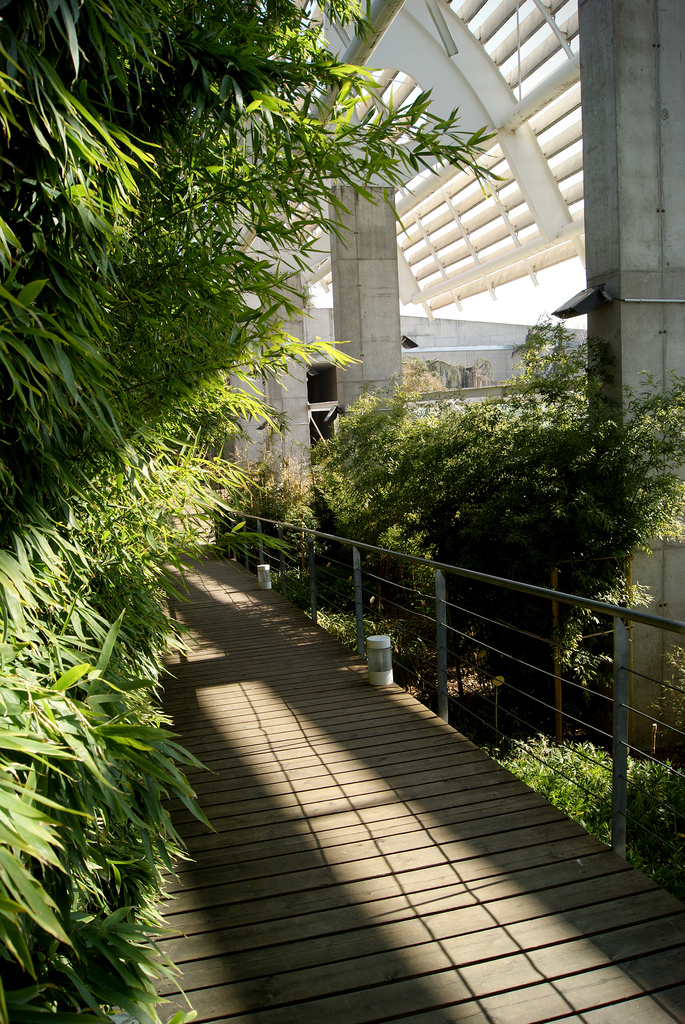
Plantas trepadoras en los muros.

## Accesos
- Líneas de autobuses: 101, 104, 112, 151, 827 y 828.
- Línea 8 del Metro de Madrid. (Estación de Feria de Madrid).